# Cleverns-Sandel
Cleverns-Sandel war eine Gemeinde im niedersächsischen Landkreis Friesland. Heute ist das ehemalige Gemeindegebiet auf die Ortsteile Cleverns und Sandel der Kreisstadt Jever aufgeteilt.

## Geschichte
Im Jahr 1933 wurden die bis dahin selbständigen Gemeinden Cleverns und Sandel ebenso wie Sande und Schortens aufgelöst und durch das Oldenburgische Gesetz zur Vereinfachung und Verbilligung der Verwaltung vom 27. April 1933 in die neue Gemeinde Oestringen eingegliedert. Diese wurde jedoch bereits im Jahr 1948 aufgelöst. Während Sande und Schortens ihre Selbständigkeit wiedererlangten, wurden Cleverns und Sandel zur neuen Gemeinde Cleverns-Sandel zusammengefügt.
Am 1. Juli 1972 wurde die Gemeinde Cleverns-Sandel im Rahmen der kommunalen Neugliederung in die Kreisstadt Jever eingegliedert. Zuvor hatte auch eine Anbindung an die Gemeinde Schortens im Raum gestanden.

### Einwohnerzahlen
Am 6. Juni 1961 wohnten in der Gemeinde 1426 Einwohner, am 27. Mai 1970 waren es 1566.

## Wappen
| | Blasonierung: „In Silber (Weiß) ein nach unten offenes rotes Hufeisen, in dem ein grünes Kleeblatt schwebt.“ |
| Wappenbegründung: Das am 13. April 1951 vom Präsidenten des Niedersächsischen Verwaltungsbezirks Oldenburg verliehene Wappen soll mit dem Hufeisen die früher bedeutende Pferdezucht in der Gemeinde symbolisieren. Das Kleeblatt ist eine volkstümliche Anspielung auf den Ortsnamen Cleverns, plattdeutsch "Klever" und kann somit als redendes Wappen bezeichnet werden. | |